# هری کلارک (بازیکن فوتبال، زاده ۲۰۰۱)
هری کلارک (انگلیسی: Harry Clarke؛ زادهٔ ۲ مارس ۲۰۰۱) بازیکن فوتبال است.
وی همچنین در تیم ملی فوتبال زیر ۱۷ سال انگلستان بازی کرده‌است.